# ۱۰۱۲ (قمری)
۱۰۱۲ (قمری)، هزار و دوازدهمین سال در گاهشماری هجری قمری است. اول محرم این سال برابر با یازدهم ژوئن سال ۱۶۰۳ میلادی است.

## وابسته
- سعدیان